# Estrella de mercuri-manganès

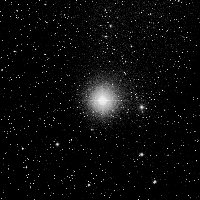
Alpheratz (α Andromedae), arquetip d'estrelles de mercuri-manganès.

Una estrella de mercuri-manganès és una classe d'estrella peculiar no magnètica que presenta una línia prominent a 398,4 nm en el seu espectre, a causa de l'absorció de mercuri ionitzat.
Solen ser estrelles de la seqüència principal de tipus espectral B (B8 o B9) amb una temperatura efectiva compresa entre 10.500  K i 15.000 K. Els membres d'aquesta classe mostren una àmplia varietat d'anomalies químiques, amb alguns continguts molt baixos i altres molt alts de certs elements químics.
Les estrelles de mercuri-manganès presenten dues característiques distintives:
- Mostren un excés d'elements com fòsfor, manganès, gal·li, estronci, itri, zirconi, platí i mercuri
- No tenen un camp magnètic fort.

Les abundàncies d'alguns elements poden ser 105 vegades més grans que les existents en el Sol.
Tendeixen a ser estrelles de lenta rotació amb relació a altres estrelles anàlogues i en conseqüència la seva atmosfera està en relativa calma. Es pensa que els continguts anòmals es deuen a un ambient hidrodinàmic summament estable; diferents tipus d'àtoms s'enfonsen per l'acció de la gravetat, mentre que altres són empesos a l'exterior per la pressió de radiació, que fa que la distribució no sigui homogènia.
Les estrelles de mercuri-manganès es consideren laboratoris per estudiar efectes hidrodinàmics estel·lars. Utilitzant els resultats d'un gran nombre d'estrelles és possible estudiar la dependència dels continguts elementals amb els paràmetres estel·lars, així com fer comparacions amb les prediccions teòriques.

## Principals estrelles de mercuri-manganès
La següent taula inclou algunes de les estrelles més brillants del grup.
| Nom          | Nomenclatura de Bayer/Flamsteed | Tipus espectral | Magnitud aparent |
| ------------ | ------------------------------- | --------------- | ---------------- |
| Alpheratz    | α Andromedae                    | B8IVmnp         | +2,06            |
| Gienah Gurab | γ Corvi                         | B8III           | +2,59            |
|              | μ Leporis                       | B9IV            | +3,28            |
| Maia         | 20 Tauri                        | B8III           | +3,87            |
|              | χ Lupi                          | B9IV            | +3,96            |
| Muliphein    | γ Canis Majoris                 | B8II            | +4,10            |
|              | φ Herculis                      | B9mnp           | +4,23            |
|              | β Sculptoris                    | B9Vmnpe         | +4,37            |
|              | π¹ Bootis                       | B9p             | +4,91            |
|              | ι Coronae Borealis              | A0p             | +4,98            |
|              | κ Cancri A                      | B8IIImnp        | +5,24            |
| OV Geminorum | 33 Geminorum                    | B7III           | +5,87            |
| Dabih Menor  | β Capricorni B                  | B9.5III/IV      | +6,10            |

Font: Tipus espectral i magnitud aparent presos de la base de dades SIMBAD.